# Capoleg e Junac
Capoleg e Junac (francès Capoulet-et-Junac) és un municipi francès del departament de l'Arieja i la regió d'Occitània.